# (15420) Aedouglass
(15420) Aedouglass (1998 HQ31) – planetoida z pasa głównego asteroid okrążająca Słońce w ciągu 4,3 lat w średniej odległości 2,64 j.a. Odkryta 28 kwietnia 1998 roku.